# Cercestis
Cercestis, rod aroida iz porodice kozlačevki smješten u tribus Culcasieae. Pripada mu 10 priznatih vrsta, uglavnom penjačice hemiepifiti i hamefiti iz tropske Afrike.

## Vrste
1. Cercestis afzelii Schott
2. Cercestis camerunensis (Ntépé-Nyamè) Bogner
3. Cercestis congoensis Engl.
4. Cercestis dinklagei Engl.
5. Cercestis hepperi Jongkind
6. Cercestis ivorensis A.Chev.
7. Cercestis kamerunianus (Engl.) N.E.Br.
8. Cercestis mirabilis (N.E.Br.) Bogner
9. Cercestis sagittatus Engl.
10. Cercestis taiensis Bogner & Knecht

## Sinonimi
- Alocasiophyllum Engl.
- Rhektophyllum N.E.Br.